# راجر کویینش
راجر کویینش (انگلیسی: Roger Quinche; ۲۲ ژوئیهٔ ۱۹۲۲ – ۳ سپتامبر ۱۹۸۲) بازیکن فوتبال اهل سوئیس بود.
از باشگاه‌هایی که در آن بازی کرده‌است می‌توان به باشگاه فوتبال گراس‌هاپر زوریخ اشاره کرد.
وی همچنین در تیم ملی فوتبال سوئیس بازی کرده‌است.